# Agnieszka Kosińska
Agnieszka Kosińska (ur. 1967 w Dębicy) – polska pisarka, edytorka i bibliografka. W latach 1996–2004 osobista sekretarka i współpracowniczka Czesława Miłosza.
W roku 1986 ukończyła Liceum Ogólnokształcące im. Jana Wiktora (obecnie im. Króla Władysława Jagiełły) w Dębicy. Od 1986 do 1991 studiowała na Wydziale Filologicznym Uniwersytetu Jagiellońskiego w zakresie filologii polskiej. Pracę magisterską Model rezydencji szlacheckich w utworach scenicznych Aleksandra Fredry napisała i obroniła pod kierunkiem Mariana Tatary.
W latach 1996–2016 była agentką literacką oraz opiekunką praw autorskich do utworów Czesława Miłosza w Polsce i na świecie. Od śmierci pisarza w 2004 roku do 2016 roku była kustoszem mieszkania i archiwum poety w Krakowie. Przygotowała do druku z rękopisów ostatni tom wierszy Czesława Miłosza Wiersze ostatnie (2006) oraz powieść science-fiction Góry Parnasu (2013). Autorka pierwszego bibliograficznego opracowania twórczości noblisty Czesław Miłosz. Bibliografia druków zwartych (2009).
Jej najbardziej znana książka to Miłosz w Krakowie, za którą w grudniu 2015 autorka została uhonorowana nagrodą Krakowska Książka Miesiąca.
Od października 2017 roku jest kierowniczką Muzeum im. Emeryka Hutten-Czapskiego, oddziału Muzeum Narodowego w Krakowie.

## Twórczość
- et al: Czesław Miłosz. Bibliografia druków zwartych.Krakowskie Towarzystwo Edukacyjne /  Oficyna Wydawnicza AFM, Warszawa 2009, ISBN 978-83-7571-064-9
- Rozmowy o Miłoszu. Wydawnictwo Świat Książki, Warszawa 2010, ISBN 978-83-247-1924-2
- Miłosz w Krakowie. Wydawnictwo Znak, Kraków 2015, ISBN 978-83-240-3396-6